# الإرهاب والكباب (فلم)
الإرهاب والكباب هو فيلم مصري عرض عام 1992، بطولة عادل إمام ويسرا وكمال الشناوي، من تأليف وحيد حامد ومن إخراج شريف عرفة. وهو من أفلام عيد الأضحى 1412 هـ.

## قصة الفيلم
تدور أحداث الفيلم داخل مجمع التحرير، حين يذهب أحمد (عادل إمام) لإتمام إجراءات نقل طفليه من مدرسة إلى أخرى، لكنه يتفاجئ بغياب الموظف المختص، فيبدأ رحلة مرهقة تستمر لأيام باحثًا عنه في أروقة المجمع. تتراكم الضغوط عليه ويفقد أعصابه، ما يدفع الأمن للتدخل، لتتفاقم الأحداث بشكل مفاجئ حين يجد أحمد نفسه يحمل سلاحًا مشهَرًا وسط الزحام، ويتخذ رهائن عن غير قصد. ينضم إليه عدد من المتواجدين الذين يتعاطفون مع قضيته، وسرعان ما تحاصر قوات الشرطة المبنى وتبدأ مفاوضات بإشراف وزير الداخلية.
يتبين خلال الحوار أن مطالب أحمد ومن معه ليست سياسية بل شخصية، تعكس معاناة الناس اليومية مع الروتين والظلم. يهدد الوزير باقتحام المجمع وقتل الجميع، بمن فيهم الرهائن، ما يدفع أحمد لمحاولة إطلاق سراحهم. لكن المفاجأة تحدث حين يرفض الرهائن المغادرة ويصممون على الخروج معه كأنهم جميعًا رهائن، بعدما شعروا أن صرخته تمثل معاناتهم المشتركة في البحث عن وطن عادل.
ينجح الجميع في مغادرة المجمع دون أن يصاب أحد، وعند اقتحام الشرطة للمكان، لا تجد فيه سوى الجندي (أشرف عبد الباقي) وملمّع الأحذية (أحمد راتب)، في مشهد يعكس عبثية الواقع، وكأن شيئًا لم يحدث قبل لحظات.

## طاقم التمثيل
- عادل إمام: (أحمد فتح الباب)
- يسرا: (هند)
- كمال الشناوي: (وزير الداخلية)
- أحمد راتب: (شلبي)
- محمد يوسف: (موظف بالمجمع)
- أشرف عبد الباقي: (هلال)
- أحمد عقل: (الأستاذ رشاد)
- علاء ولي الدين: (سمير بسيوني)
- إنعام سالوسة: (موظفة الإدارة التعليمية)
- عبد العظيم عبد الحق: (راكب الأتوبيس - ضيف شرف)
- ماجدة زكي: (منيرة)
- يوسف داود: (مدحت)
- سامي سرحان: (اللواء عرعر)
- عائشة الكيلاني: (أم محروس)
- ناجي سعد: (اللواء مساعد وزير الداخلية)
- جلال رجب
- فؤاد فرغلي: (اللواء مدير الأمن)
- سيد حاتم
- زايد فؤاد
- حجاج عبد العظيم: (موظف في المجمع)
- علاء مرسي: (عسكري في المجمع)
- سليمان عيد: (عسكري في المجمع)
- ناصر شاهين: (عسكري في المجمع)
- معتز الدمرداش: (مذيع نشرة الأخبار)
- خيري حسن: (مذيع نشرة الأخبار)
- أحمد الطماني
- محمد السني: (المواطن السوداني)
- حمدي يوسف: (رئيس الوزراء)
- أحمد أبو عبية: (إمام المسجد)
- حمادة شوشة
- إيمان الشرقاوي
- هدى زكي
- كوثر كمال
- ليلى فاضل
- عبد العظيم العريان
- رياض العويل: (عامل المصعد بالمجمع)
- صالح العويل: (عامل المصعد)
- سيد مصطفى: (رجل أمن مبنى جامعة الدول العربية)
- فاتن شعبان
- رجاء سراج
- محمد سعيد عبودة
- محمد الشرشابي: (ضابط مباحث الآداب)
- إلهامي حسين: (رجل أمن مبنى وزارة الخارجية)
- جمال حسين: (رجل أمن مبنى وزارة الخارجية)
- محمد صبري: (الطفل محروس)

## فريق العمل
- إخراج: شريف عرفة
- تأليف: وحيد حامد
- مدير التصوير: محسن نصر
- مونتاج: عادل منير
- موسيقى تصويرية: مودي الإمام
- إنتاج: عصام إمام
- توزيع: أفلام مصر العربية (واصف فايز)

## روابط خارجية
- مقالات تستعمل روابط فنية بلا صلة مع ويكي بيانات